# Erik Haula
Erik Haula, född 23 mars 1991, är en finländsk professionell ishockeyspelare som spelar för New Jersey Devils i NHL. 
Han har tidigare spelat på NHL-nivå för Boston Bruins, Nashville Predators, Florida Panthers, Carolina Hurricanes, Vegas Golden Knights och Minnesota Wild och på lägre nivåer för Iowa Wild och Houston Aeros i AHL, Minnesota Golden Gophers i NCAA samt Omaha Lancers i USHL.

## Klubblagskarriär

### NHL

#### Minnesota Wild
Han draftades i sjunde rundan i 2009 års draft av Minnesota Wild som 182:a spelare totalt.

#### Vegas Golden Knights
21 juni 2017 valdes Haula av Vegas Golden Knights i expansionsdraften.

#### Carolina Hurricanes
Den 26 juni 2019 tradades han till Carolina Hurricanes i utbyte mot Nicolas Roy och ett villkorligt val i femte rundan i NHL-drafen 2021.